# Centrodera quadrimaculata
Centrodera quadrimaculata är en skalbaggsart som först beskrevs av Champlain och Knull 1922.  Centrodera quadrimaculata ingår i släktet Centrodera och familjen långhorningar. Inga underarter finns listade.